# Jezioro kalderowe

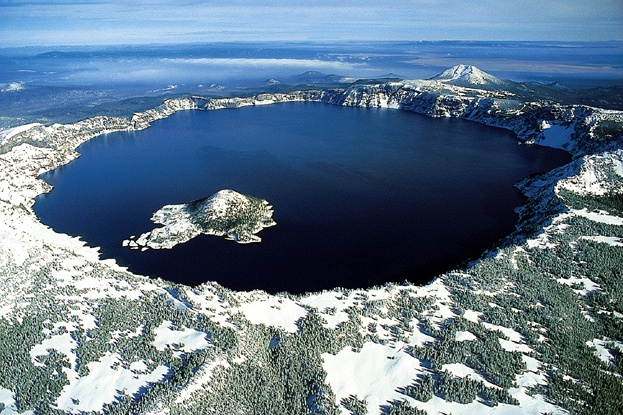
Jezioro Kraterowe w kalderze Mount Mazama

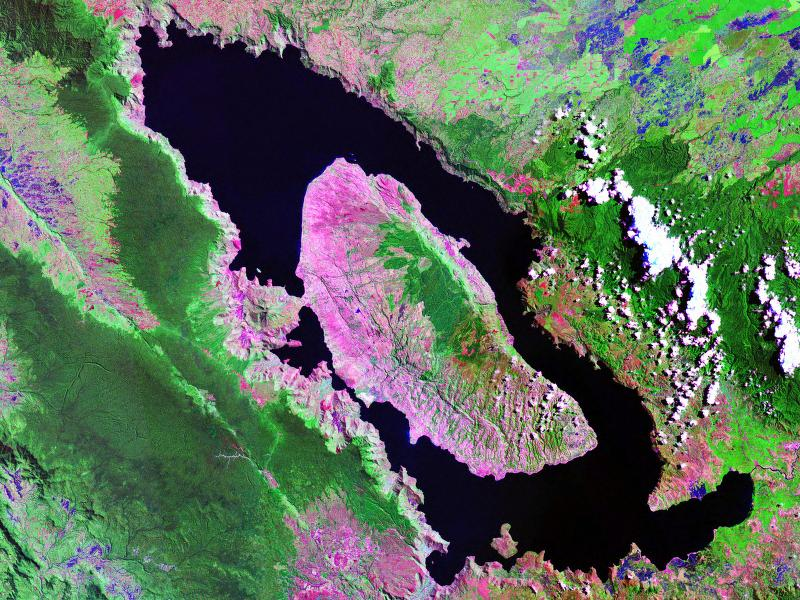
Największe jezioro kalderowe świata – Toba

Jezioro kalderowe – rodzaj jeziora, podtyp jeziora wulkanicznego. Tworzy się ono w kalderze, czyli wielkim zagłębieniu w szczytowej części wulkanu powstałym najczęściej wskutek gwałtownej eksplozji. Jeziora kalderowe mogą osiągać stosunkowo dużą powierzchnię (w porównaniu z innymi jeziorami wulkanicznymi) i istnieć wiele tysięcy lat. Nie zawsze są odróżniane od jeziora kraterowego, które jednak powstają w wyniku wypełnienia stożka wodą bez jego wcześniejszej eksplozji. Największym na świecie jeziorem kalderowym o powierzchni 1000 km² jest Toba w Indonezji.